# Estrigiformes
Els estrigiformes (Strigiformes) són un ordre d'ocells rapinyaires nocturns.
Conformen l'ordre dels estrigiformes aproximadament unes 400 espècies d'òlibes i mussols.
Es troben a tot el món, excepte a l'Antàrtida, la major part de Groenlàndia i algunes illes remotes. Són grans caçadors, d'hàbit generalment nocturn i solitari, tot i que alguna espècie (com el duc blanc o el mussol esparverenc) cacen de dia. S'alimenten generalment de petits mamífers, insectes i altres aus, encara que algunes espècies s'especialitzen en la pesca.
Tenen ulls molt grossos situats frontalment, per a tenir un ampli camp de visió binocular. Els ulls no es poden moure dins de les òrbites, però ho compensen amb un coll molt mòbil que permet donar tres quarts de volta al cap. La retina és molt rica en bastons (cèl·lules sensibles a la llum), cosa que els dona una bona visió amb poca llum.
Tenen molt bona oïda, especialment fina per als sons aguts. Les obertures auriculars són grosses, voltades d'un plec de pell que fa d'orella, i sovint asimètriques, per a localitzar millor la procedència de les remors produïdes pels animals que cacen.
L'ordre comprén dues famílies: la dels estrígids i la dels titònids.

## Anatomia

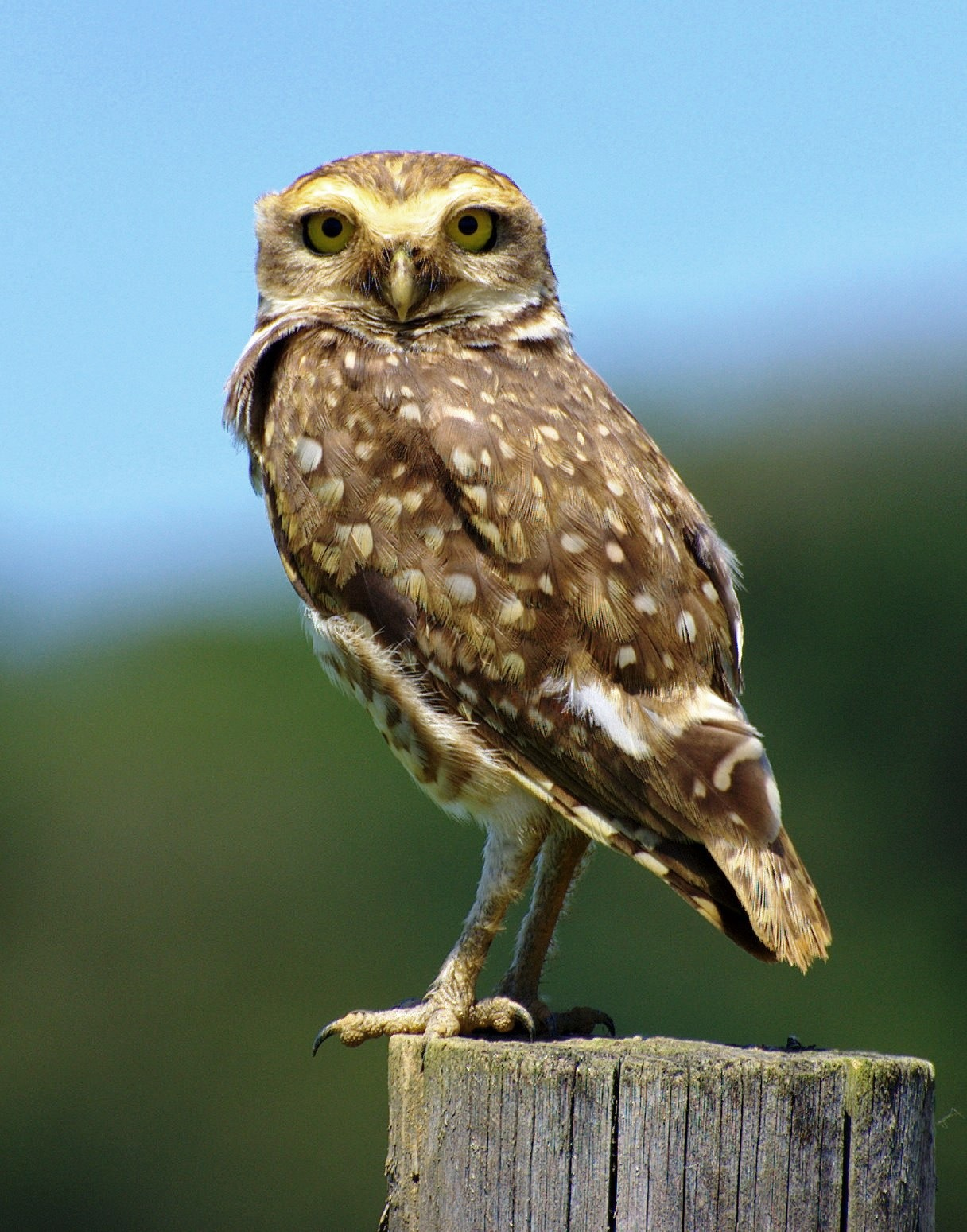
Mussol de lloriguera (Athene cunicularia).

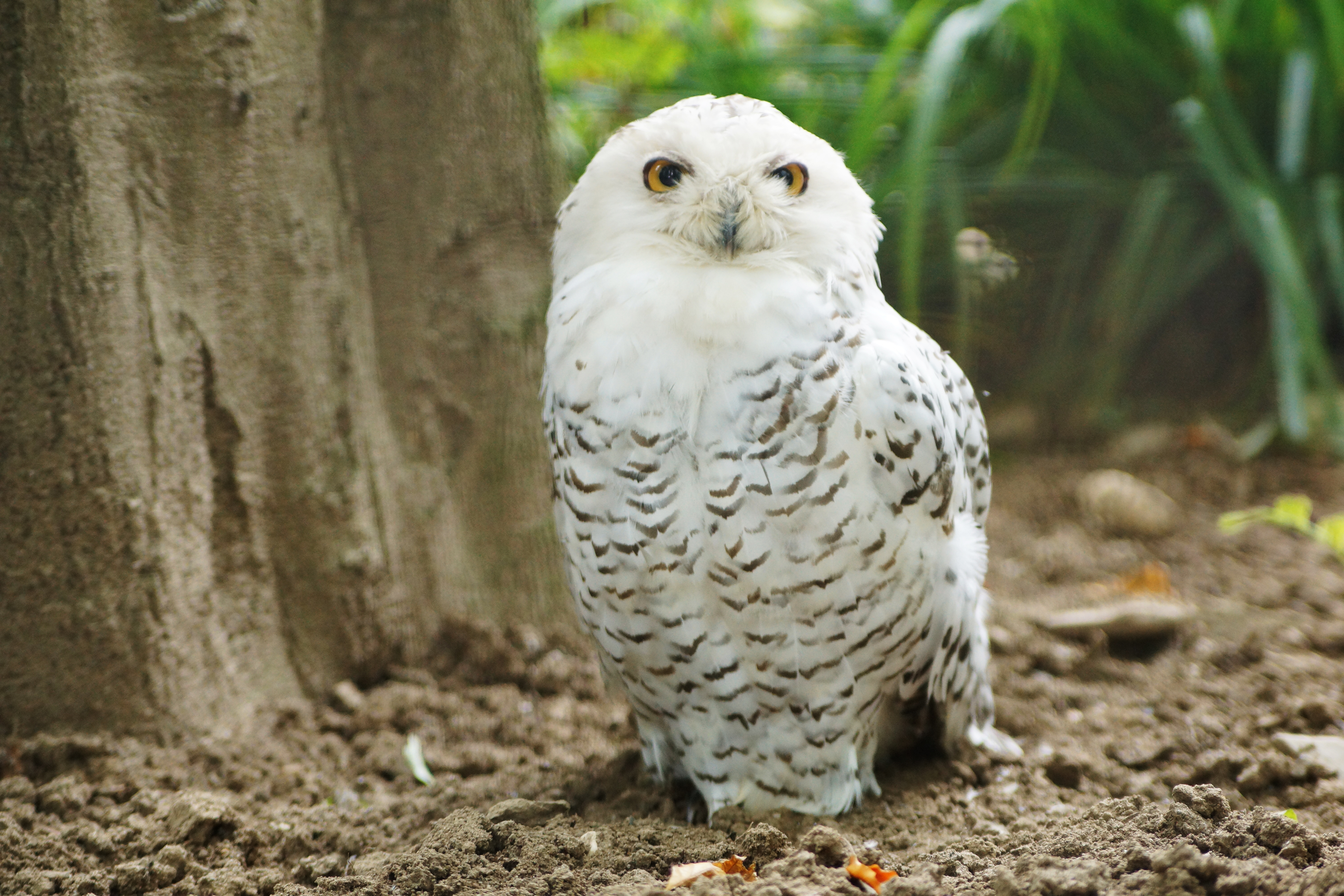
Mussol d'ulls creuats.

Els estrigiformes tenen ulls i forats per a les orelles grans i orientats cap endavant, un bec semblant a un falcó, una cara plana i, generalment, un cercle de plomes visible, un disc facial, al voltant de cada ull. Les plomes que componen aquest disc es poden ajustar per enfocar de manera nítida els sons des de diferents distàncies a les cavitats de les orelles dels mussols col·locades asimètricament. La majoria dels ocells rapinyaires tenen els ulls als costats del cap, però la naturalesa estereoscòpica dels ulls dels estrigiformes mirant cap endavant permet una major sensació de percepció de la profunditat necessària per a la caça amb poca llum. Tot i que els mussols tenen visió binocular, els seus grans ulls estan fixats a les seves orbites, com ho estan els de la majoria dels altres ocells, de manera que han de girar el cap sencer per canviar de punt de vista. Com que els estrigiformes són hipermetrops, no poden veure clarament res a pocs centímetres dels seus ulls. Els estrigiformes poden sentir les preses capturades amb l'ús de filoplomes: plomes semblants a pèls al bec i als peus que actuen com a "palpadors". La seva visió llunyana, especialment amb poca llum, és excepcionalment bona.
Els estrigiformes poden girar el cap i el coll fins a 270°. Els estrigiformes tenen 14 vèrtebres del coll en comparació amb les set dels humans, cosa que fa que el coll sigui més flexible. També tenen adaptacions als seus sistemes circulatoris, permetent la rotació sense tallar la sang al cervell: els forats de conjunció de les seves vèrtebres per on passen les artèries vertebrals tenen unes 10 vegades el diàmetre de l'artèria, en lloc d'aproximadament la mateixa mida que l'artèria, com és el cas dels humans; les artèries vertebrals entren a la vèrtebra cervical més a dalt que en altres ocells, donant als vasos una mica de marge, i les artèries caròtides s'uneixen en una anastomosi o unió molt gran, la més gran de qualsevol ocell, evitant que es talli el subministrament de sang mentre giren el coll. Altres anastomosis entre les artèries caròtides i vertebrals donen suport a aquest efecte.
L'estrigiforme més petit, amb un pes de només 31 g. i mesurant una mica de 13,5 cm., és l'mussolet dels saguaros (Micrathene whitneyi). Al voltant de la mateixa longitud diminuta, encara que una mica més pesats, hi ha els menys coneguts mussolet pelut (Xenoglaux loweryi) i el mussolet de Tamaulipas (Glaucidium sanchezi). Els estrigiformes més grans són dos Bubos de mides semblants; el duc eurasiàtic (Bubo bubo) i el duc pescador de Blakiston (Bubo blakistoni). Les femelles més grans d'aquestes espècies tenen una llargada de 71 cm, tenen una envergadura alar de 190 cm i pesen 4,2 kg.
Les diferents espècies de mussols produeixen sons diferents; aquesta distribució de trucades ajuda els mussols a trobar parella o a anunciar la seva presència a potencials competidors, i també ajuda els ornitòlegs i els birders a localitzar aquests ocells i distingir les espècies. Com s'ha indicat anteriorment, els seus discs facials ajuden els mussols a canalitzar el so de les preses cap a les seves orelles. En moltes espècies, aquests discos es col·loquen de manera asimètrica, per a una millor ubicació direccional.
Les diferents espècies d'estrigiformes produeixen sons diferents; aquesta distribució de crides ajuda els estrigiformes a aparellar-se o a anunciar la seva presència a potencials competidors i, de retruc, també ajuda els ornitòlegs i els observadors d'ocells a localitzar-los i distingir les espècies. Com s'ha indicat anteriorment, els seus discs facials ajuden els estrigiformes a canalitzar el so de les preses cap a les seves orelles. En moltes espècies, aquests discs es col·loquen de manera asimètrica, per a una millor ubicació direccional.
El plomatge de l'estrigiforme és generalment críptic, tot i que diverses espècies tenen marques facials i al cap, incloses màscares facials, flocs d'orella i iris de colors brillants. Aquestes marques són generalment més comunes en espècies que habiten hàbitats oberts, i es creu que s'utilitzen en avisos a altres estrigiformes en condicions de poca llum.

### Dimorfisme sexual
El dimorfisme sexual és una diferència física entre mascles i femelles d'una espècie. Les femelles solen ser més grans que els mascles. El grau de dimorfisme de la mida varia entre diverses poblacions i espècies, i es mesura a través de diverses trets, com ara l'envergadura alar i la massa corporal.
Una teoria suggereix que la selecció natural ha fet que els mascles siguin més petits perquè els permet ser recol·lectors eficients. La possibilitat d'obtenir més aliments és avantatjosa durant l'època de cria. En algunes espècies, les femelles es queden al seu niu amb els seus ous mentre és responsabilitat del mascle portar el menjar al niu. Si el menjar és escàs, el mascle s'alimenta primer abans d'alimentar la femella. Els ocells petits, àgils, són una font important d'aliment per als mussols. S'ha observat que els mussols mascles tenen cordes d'ala més llargues que les femelles, tot i ser més petits que les femelles. A més, s'ha observat que els mussols tenen aproximadament la mateixa mida que les seves preses, el que també s'ha observat en altres ocells depredadors.
Una altra teoria popular suggereix que les femelles no han estat seleccionades per ser més petites com els estrigiformes mascles a causa dels seus rols sexuals. En moltes espècies, és possible que les femelles no abandonin el niu. Per tant, les femelles poden tenir una massa més gran que els permeti passar un període més llarg sense morir de gana. Per exemple, una hipòtesi de funció sexual és que les femelles més grans són més capaces de desmembrar les preses i donar-les per alimentar a les seves cries, per tant, les femelles són més grosses que els seus homòlegs masculins.
Una teoria diferent suggereix que la diferència de mida entre mascle i femella es deu a la selecció sexual: com que les femelles grans poden triar la seva parella i poden rebutjar violentament els avenços sexuals d'un mascle, els estrigiformes mascles més petits que tenen la capacitat d'escapar de les femelles poc receptives tenen més probabilitats d'haver estat seleccionats.
Si les espècies són estables, hi pot haver diferents òptims per a ambdós sexes. La selecció opera en ambdós sexes al mateix temps; per tant, cal explicar no només per què un dels sexes és relativament més gran, sinó també per què l'altre sexe és més petit. Si els estrigiformes encara estan evolucionant cap a cossos més petits i cordes d'ala més llargues, segons la teoria evolutiva del sexe de V. Geodakyan, els mascles haurien d'estar més avançats en aquestes espècies. Els mascles es veuen com una avantguarda evolutiva d'una població, i el dimorfisme sexual de l'espècie, com una "distància" evolutiva entre els sexes. La "regla filogenètica del dimorfisme sexual" estableix que si existeix un dimorfisme sexual en qualsevol espècie, aleshores l'evolució d'aquest tret va des de la forma femenina cap a la masculina.

## Evolució i sistemàtica

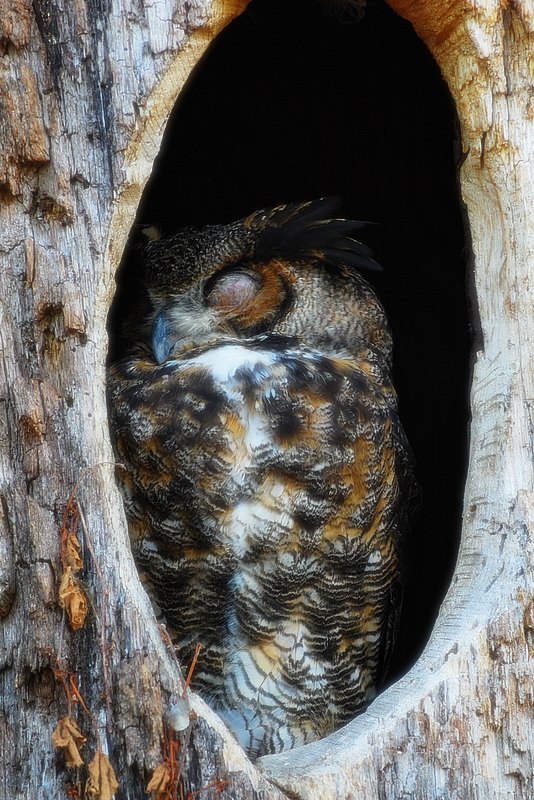
Un duc americà (Bubo virginianus) dormint durant el dia en un arbre buit.

Estudis filogenètics recents situen els mussols dins del clade Telluraves, més estretament relacionats amb els Accipitrimorphae i els Coraciimorphae, encara que es discuteix la ubicació exacta dins de Telluraves.
Vegeu a continuació el cladograma:
|  | Cathartiformes (Voltors del Nou Món) |
|  |                                      |
|  | Accipitriformes                      |
|  |                                      |

|                    | Bucerotiformes                                                                    |
|                    |                                                                                   |
| Picodynastornithes | \| \| Coraciiformes \| \| \| \| \| \| Piciformes (Pícids i familiars) \| \| \| \| |
|                    | \| \| Coraciiformes \| \| \| \| \| \| Piciformes (Pícids i familiars) \| \| \| \| |
|                    | Coraciiformes                                                                     |
|                    |                                                                                   |
|                    | Piciformes (Pícids i familiars)                                                   |
|                    |                                                                                   |

|  | Coraciiformes                   |
|  |                                 |
|  | Piciformes (Pícids i familiars) |
|  |                                 |

|                    | Bucerotiformes                                                                    |
|                    |                                                                                   |
| Picodynastornithes | \| \| Coraciiformes \| \| \| \| \| \| Piciformes (Pícids i familiars) \| \| \| \| |
|                    | \| \| Coraciiformes \| \| \| \| \| \| Piciformes (Pícids i familiars) \| \| \| \| |
|                    | Coraciiformes                                                                     |
|                    |                                                                                   |
|                    | Piciformes (Pícids i familiars)                                                   |
|                    |                                                                                   |

|  | Coraciiformes                   |
|  |                                 |
|  | Piciformes (Pícids i familiars) |
|  |                                 |

|                    | Bucerotiformes                                                                    |
|                    |                                                                                   |
| Picodynastornithes | \| \| Coraciiformes \| \| \| \| \| \| Piciformes (Pícids i familiars) \| \| \| \| |
|                    | \| \| Coraciiformes \| \| \| \| \| \| Piciformes (Pícids i familiars) \| \| \| \| |
|                    | Coraciiformes                                                                     |
|                    |                                                                                   |
|                    | Piciformes (Pícids i familiars)                                                   |
|                    |                                                                                   |

|  | Coraciiformes                   |
|  |                                 |
|  | Piciformes (Pícids i familiars) |
|  |                                 |

|                    | Bucerotiformes                                                                    |
|                    |                                                                                   |
| Picodynastornithes | \| \| Coraciiformes \| \| \| \| \| \| Piciformes (Pícids i familiars) \| \| \| \| |
|                    | \| \| Coraciiformes \| \| \| \| \| \| Piciformes (Pícids i familiars) \| \| \| \| |
|                    | Coraciiformes                                                                     |
|                    |                                                                                   |
|                    | Piciformes (Pícids i familiars)                                                   |
|                    |                                                                                   |

|  | Coraciiformes                   |
|  |                                 |
|  | Piciformes (Pícids i familiars) |
|  |                                 |

|                    | Bucerotiformes                                                                    |
|                    |                                                                                   |
| Picodynastornithes | \| \| Coraciiformes \| \| \| \| \| \| Piciformes (Pícids i familiars) \| \| \| \| |
|                    | \| \| Coraciiformes \| \| \| \| \| \| Piciformes (Pícids i familiars) \| \| \| \| |
|                    | Coraciiformes                                                                     |
|                    |                                                                                   |
|                    | Piciformes (Pícids i familiars)                                                   |
|                    |                                                                                   |

|  | Coraciiformes                   |
|  |                                 |
|  | Piciformes (Pícids i familiars) |
|  |                                 |

|                    | Bucerotiformes                                                                    |
|                    |                                                                                   |
| Picodynastornithes | \| \| Coraciiformes \| \| \| \| \| \| Piciformes (Pícids i familiars) \| \| \| \| |
|                    | \| \| Coraciiformes \| \| \| \| \| \| Piciformes (Pícids i familiars) \| \| \| \| |
|                    | Coraciiformes                                                                     |
|                    |                                                                                   |
|                    | Piciformes (Pícids i familiars)                                                   |
|                    |                                                                                   |

|  | Coraciiformes                   |
|  |                                 |
|  | Piciformes (Pícids i familiars) |
|  |                                 |

|                    | Bucerotiformes                                                                    |
|                    |                                                                                   |
| Picodynastornithes | \| \| Coraciiformes \| \| \| \| \| \| Piciformes (Pícids i familiars) \| \| \| \| |
|                    | \| \| Coraciiformes \| \| \| \| \| \| Piciformes (Pícids i familiars) \| \| \| \| |
|                    | Coraciiformes                                                                     |
|                    |                                                                                   |
|                    | Piciformes (Pícids i familiars)                                                   |
|                    |                                                                                   |

|  | Coraciiformes                   |
|  |                                 |
|  | Piciformes (Pícids i familiars) |
|  |                                 |

|                    | Bucerotiformes                                                                    |
|                    |                                                                                   |
| Picodynastornithes | \| \| Coraciiformes \| \| \| \| \| \| Piciformes (Pícids i familiars) \| \| \| \| |
|                    | \| \| Coraciiformes \| \| \| \| \| \| Piciformes (Pícids i familiars) \| \| \| \| |
|                    | Coraciiformes                                                                     |
|                    |                                                                                   |
|                    | Piciformes (Pícids i familiars)                                                   |
|                    |                                                                                   |

|  | Coraciiformes                   |
|  |                                 |
|  | Piciformes (Pícids i familiars) |
|  |                                 |

|                  | Falconiformes (falcons)                                                            |
|                  |                                                                                    |
| Psittacopasserae | \| \| Psittaciformes (lloros) \| \| \| \| \| \| Passeriformes (passer) \| \| \| \| |
|                  | \| \| Psittaciformes (lloros) \| \| \| \| \| \| Passeriformes (passer) \| \| \| \| |
|                  | Psittaciformes (lloros)                                                            |
|                  |                                                                                    |
|                  | Passeriformes (passer)                                                             |
|                  |                                                                                    |

|  | Psittaciformes (lloros) |
|  |                         |
|  | Passeriformes (passer)  |
|  |                         |

|                  | Falconiformes (falcons)                                                            |
|                  |                                                                                    |
| Psittacopasserae | \| \| Psittaciformes (lloros) \| \| \| \| \| \| Passeriformes (passer) \| \| \| \| |
|                  | \| \| Psittaciformes (lloros) \| \| \| \| \| \| Passeriformes (passer) \| \| \| \| |
|                  | Psittaciformes (lloros)                                                            |
|                  |                                                                                    |
|                  | Passeriformes (passer)                                                             |
|                  |                                                                                    |

|  | Psittaciformes (lloros) |
|  |                         |
|  | Passeriformes (passer)  |
|  |                         |

|  | Cathartiformes (Voltors del Nou Món) |
|  |                                      |
|  | Accipitriformes                      |
|  |                                      |

|                    | Bucerotiformes                                                                    |
|                    |                                                                                   |
| Picodynastornithes | \| \| Coraciiformes \| \| \| \| \| \| Piciformes (Pícids i familiars) \| \| \| \| |
|                    | \| \| Coraciiformes \| \| \| \| \| \| Piciformes (Pícids i familiars) \| \| \| \| |
|                    | Coraciiformes                                                                     |
|                    |                                                                                   |
|                    | Piciformes (Pícids i familiars)                                                   |
|                    |                                                                                   |

|  | Coraciiformes                   |
|  |                                 |
|  | Piciformes (Pícids i familiars) |
|  |                                 |

|                    | Bucerotiformes                                                                    |
|                    |                                                                                   |
| Picodynastornithes | \| \| Coraciiformes \| \| \| \| \| \| Piciformes (Pícids i familiars) \| \| \| \| |
|                    | \| \| Coraciiformes \| \| \| \| \| \| Piciformes (Pícids i familiars) \| \| \| \| |
|                    | Coraciiformes                                                                     |
|                    |                                                                                   |
|                    | Piciformes (Pícids i familiars)                                                   |
|                    |                                                                                   |

|  | Coraciiformes                   |
|  |                                 |
|  | Piciformes (Pícids i familiars) |
|  |                                 |

|                    | Bucerotiformes                                                                    |
|                    |                                                                                   |
| Picodynastornithes | \| \| Coraciiformes \| \| \| \| \| \| Piciformes (Pícids i familiars) \| \| \| \| |
|                    | \| \| Coraciiformes \| \| \| \| \| \| Piciformes (Pícids i familiars) \| \| \| \| |
|                    | Coraciiformes                                                                     |
|                    |                                                                                   |
|                    | Piciformes (Pícids i familiars)                                                   |
|                    |                                                                                   |

|  | Coraciiformes                   |
|  |                                 |
|  | Piciformes (Pícids i familiars) |
|  |                                 |

|                    | Bucerotiformes                                                                    |
|                    |                                                                                   |
| Picodynastornithes | \| \| Coraciiformes \| \| \| \| \| \| Piciformes (Pícids i familiars) \| \| \| \| |
|                    | \| \| Coraciiformes \| \| \| \| \| \| Piciformes (Pícids i familiars) \| \| \| \| |
|                    | Coraciiformes                                                                     |
|                    |                                                                                   |
|                    | Piciformes (Pícids i familiars)                                                   |
|                    |                                                                                   |

|  | Coraciiformes                   |
|  |                                 |
|  | Piciformes (Pícids i familiars) |
|  |                                 |

|                    | Bucerotiformes                                                                    |
|                    |                                                                                   |
| Picodynastornithes | \| \| Coraciiformes \| \| \| \| \| \| Piciformes (Pícids i familiars) \| \| \| \| |
|                    | \| \| Coraciiformes \| \| \| \| \| \| Piciformes (Pícids i familiars) \| \| \| \| |
|                    | Coraciiformes                                                                     |
|                    |                                                                                   |
|                    | Piciformes (Pícids i familiars)                                                   |
|                    |                                                                                   |

|  | Coraciiformes                   |
|  |                                 |
|  | Piciformes (Pícids i familiars) |
|  |                                 |

|                    | Bucerotiformes                                                                    |
|                    |                                                                                   |
| Picodynastornithes | \| \| Coraciiformes \| \| \| \| \| \| Piciformes (Pícids i familiars) \| \| \| \| |
|                    | \| \| Coraciiformes \| \| \| \| \| \| Piciformes (Pícids i familiars) \| \| \| \| |
|                    | Coraciiformes                                                                     |
|                    |                                                                                   |
|                    | Piciformes (Pícids i familiars)                                                   |
|                    |                                                                                   |

|  | Coraciiformes                   |
|  |                                 |
|  | Piciformes (Pícids i familiars) |
|  |                                 |

|                    | Bucerotiformes                                                                    |
|                    |                                                                                   |
| Picodynastornithes | \| \| Coraciiformes \| \| \| \| \| \| Piciformes (Pícids i familiars) \| \| \| \| |
|                    | \| \| Coraciiformes \| \| \| \| \| \| Piciformes (Pícids i familiars) \| \| \| \| |
|                    | Coraciiformes                                                                     |
|                    |                                                                                   |
|                    | Piciformes (Pícids i familiars)                                                   |
|                    |                                                                                   |

|  | Coraciiformes                   |
|  |                                 |
|  | Piciformes (Pícids i familiars) |
|  |                                 |

|                    | Bucerotiformes                                                                    |
|                    |                                                                                   |
| Picodynastornithes | \| \| Coraciiformes \| \| \| \| \| \| Piciformes (Pícids i familiars) \| \| \| \| |
|                    | \| \| Coraciiformes \| \| \| \| \| \| Piciformes (Pícids i familiars) \| \| \| \| |
|                    | Coraciiformes                                                                     |
|                    |                                                                                   |
|                    | Piciformes (Pícids i familiars)                                                   |
|                    |                                                                                   |

|  | Coraciiformes                   |
|  |                                 |
|  | Piciformes (Pícids i familiars) |
|  |                                 |

|                  | Falconiformes (falcons)                                                            |
|                  |                                                                                    |
| Psittacopasserae | \| \| Psittaciformes (lloros) \| \| \| \| \| \| Passeriformes (passer) \| \| \| \| |
|                  | \| \| Psittaciformes (lloros) \| \| \| \| \| \| Passeriformes (passer) \| \| \| \| |
|                  | Psittaciformes (lloros)                                                            |
|                  |                                                                                    |
|                  | Passeriformes (passer)                                                             |
|                  |                                                                                    |

|  | Psittaciformes (lloros) |
|  |                         |
|  | Passeriformes (passer)  |
|  |                         |

|                  | Falconiformes (falcons)                                                            |
|                  |                                                                                    |
| Psittacopasserae | \| \| Psittaciformes (lloros) \| \| \| \| \| \| Passeriformes (passer) \| \| \| \| |
|                  | \| \| Psittaciformes (lloros) \| \| \| \| \| \| Passeriformes (passer) \| \| \| \| |
|                  | Psittaciformes (lloros)                                                            |
|                  |                                                                                    |
|                  | Passeriformes (passer)                                                             |
|                  |                                                                                    |

|  | Psittaciformes (lloros) |
|  |                         |
|  | Passeriformes (passer)  |
|  |                         |

Cladograma de les relacions de Telluraves basat en Braun i Kimball (2021)

## Simbolisme i mitologia

### Cultures africanes
Entre els kikuyus de Kenia, es creia que els mussols eren presagis de la mort. Si un veia un mussol o escoltava el seu udol, algú moriria. En general, els mussols es veuen com a presagis de la mala sort, la mala salut o la mort. La creença està molt estesa fins i tot avui.

### Àsia
A Mongòlia, el mussol es considera un presagi benigne. En una història, Genguis Kan s'estava amagant dels enemics en un petit bosc quan un mussol va anar a reposar a l'arbre sobre ell, la qual cosa va fer que els seus perseguidors pensessin que cap home s'hi podia amagar.
Al Japó modern, els mussols es consideren afortunats i es porten en forma de talismà o penjoll.
Hootum Pyanchar Naksha de Kaliprasanna Singha (1841–1870), publicat per primera vegada el 1861, és un llibre de comentaris socials influent en la literatura bengalí. El nom significa literalment "Dibuixos d'un mussol observador".

### Cultures sumeries i antigues semítiques
A la cultura sumèria, acadia i babilònica, el mussol estava associat amb Lilit. Aquesta associació també apareix a la Bíblia (en algunes traduccions) a Isaïes 34:14.

### Antiga cultura europea i moderna occidental
L'occident modern generalment associa els mussols amb la saviesa i la vigilància. Aquest enllaç es remunta almenys fins a l'Antiga Grècia, on Atenes, coneguda per l'art i l'erudició, i Atenea, la deessa patrona d'Atenes i la deessa de la saviesa, tenien el mussol com a símbol. Marija Gimbutas rastreja la veneració de l'òliba com a deessa, entre altres ocells, a la cultura de l'antiga Europa, molt anterior a les cultures indoeuropees.
T. F. Thiselton-Dyer, a la seva Folk-lore of Shakespeare de 1883, diu que «des del primer període s'ha considerat un ocell de mal auguri», i Plini ens explica com, en una ocasió, fins i tot la mateixa Roma va patir una lustració, perquè un d'ells es va desviar al Capitoli. El representa també com un ocell fúnebre, un monstre de la nit, la mateixa abominació de la humanitat. Virgili descriu el seu udol de mort des de la part superior del temple durant la nit, una circumstància introduïda com a precursora de la mort de Dido. Ovidi també parla constantment de la presència d'aquest ocell com un mal presagi; i, de fet, les mateixes nocions respecte a això es poden trobar entre els escrits de la majoria dels poetes antics. Una llista de "tristos presagis" al poema Hyperion de John Keats inclou l'"odiat udol de l'ocell de la foscor." Plini el Vell informa que els ous dels mussols s'utilitzaven habitualment com a cura per a la ressaca.
Una de les etimologies que s'ofereixen per al nom de l'heroi popular alemany Till Eulenspiegel és que significa "mirall dels mussols".

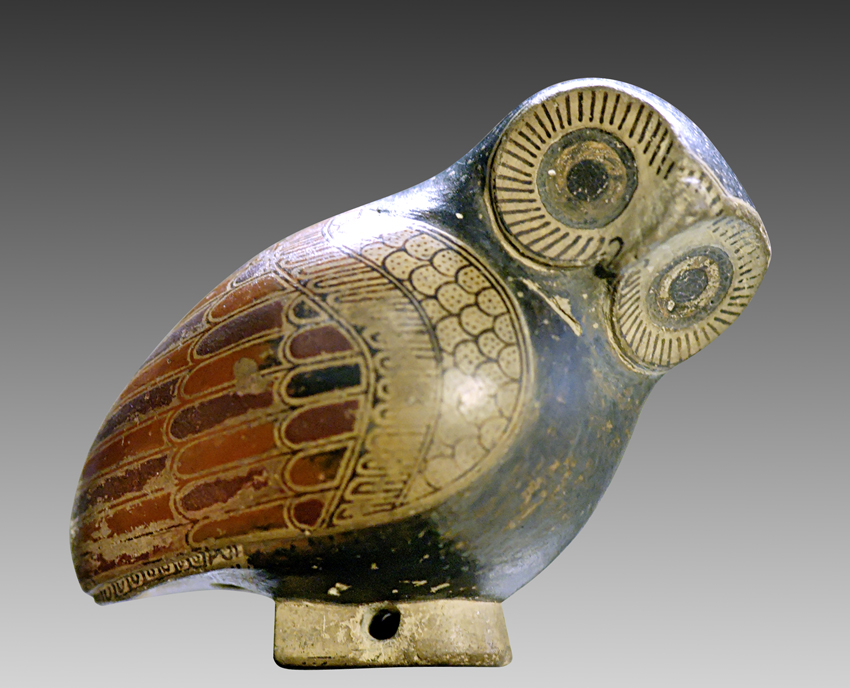
Un aríbal protocorínti en forma de mussol, c. 640 aC, de Grècia
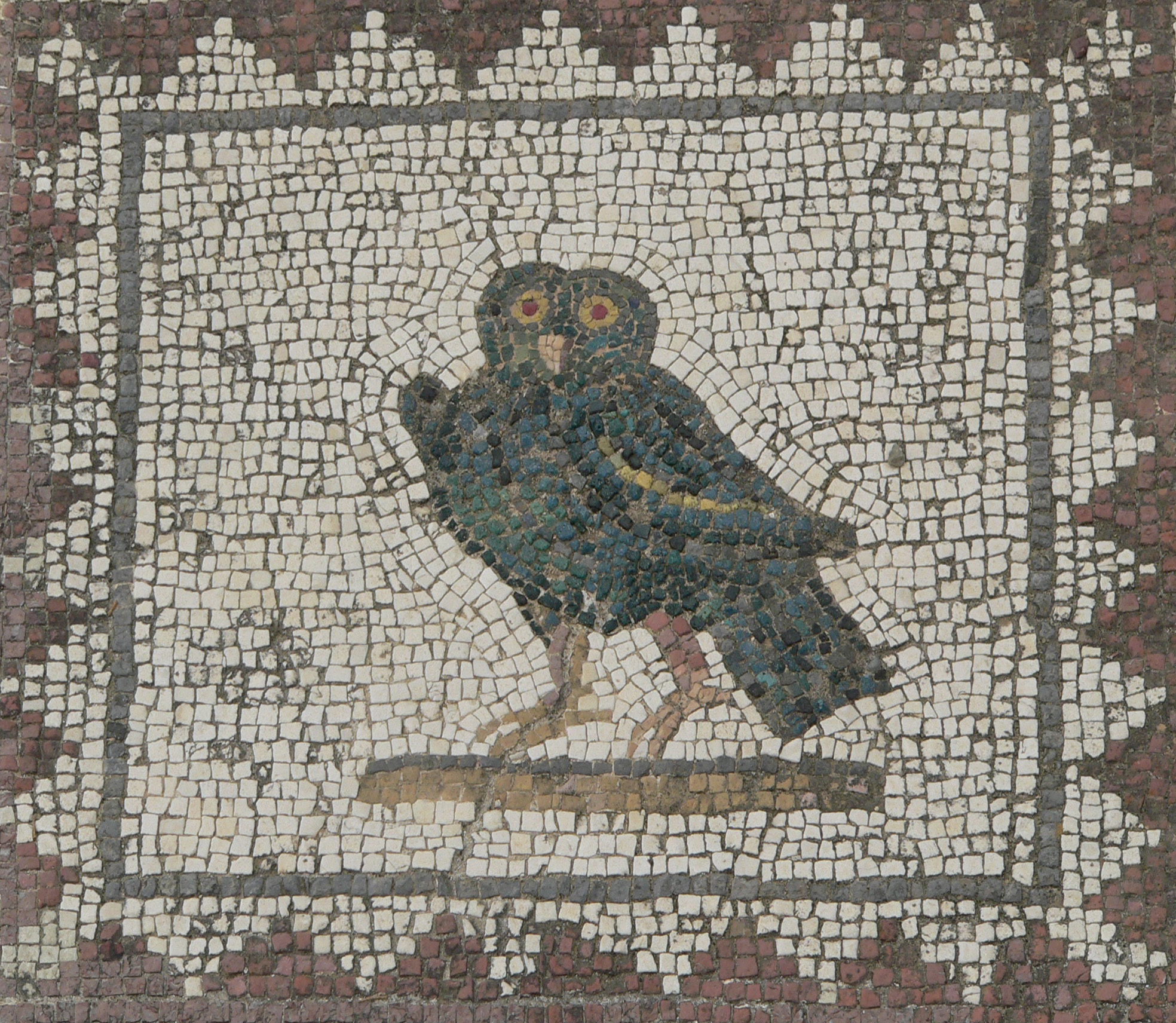
Un mosaic romà de mussol d'Itàlica, Espanya
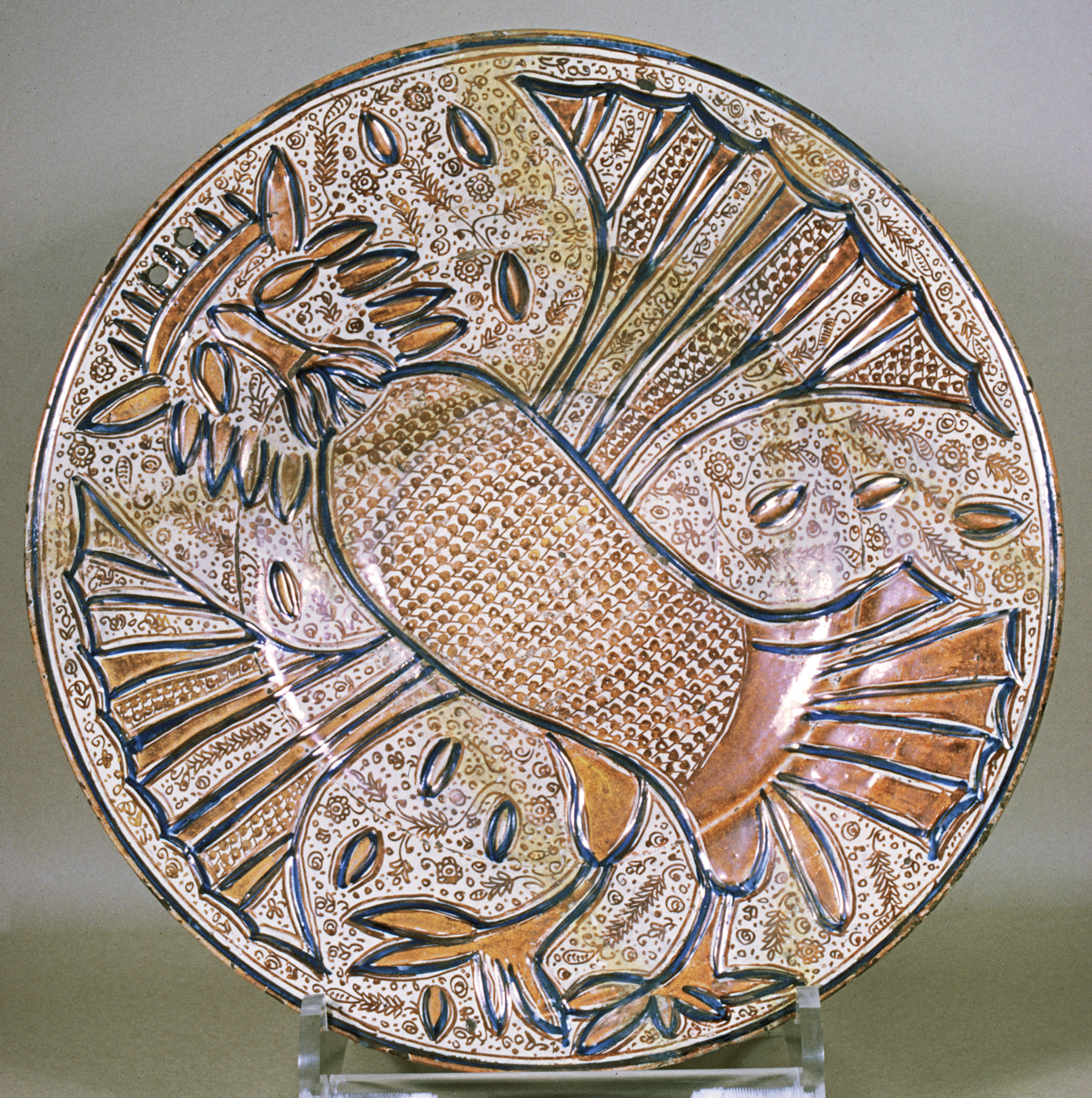
Una placa Manises, c. 1535. Un mussol fantàstic amb corona, disseny característic de Manises durant la primera meitat del segle xvi
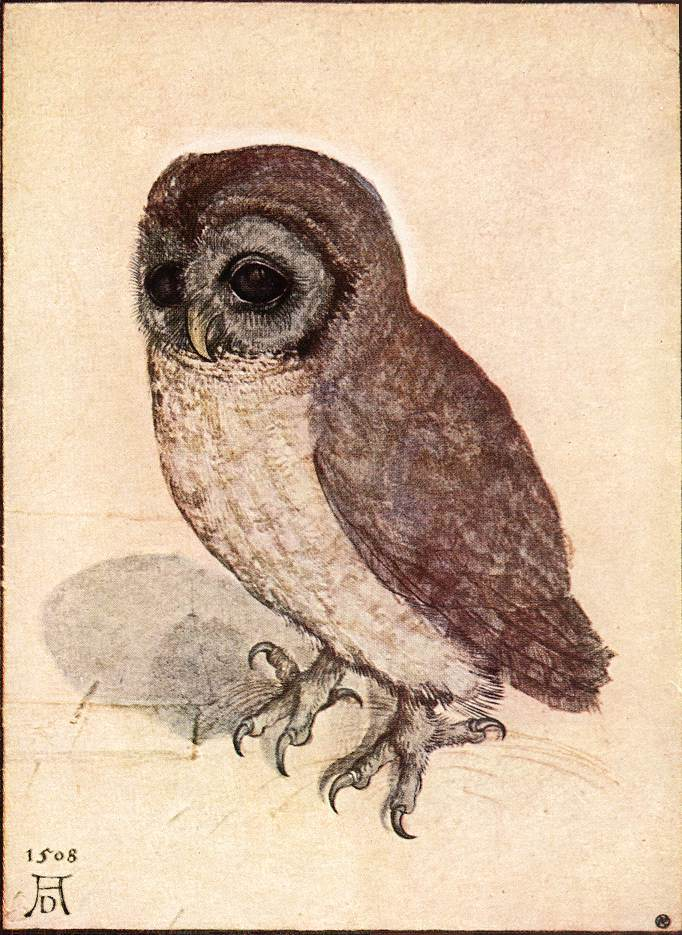
El petit mussol, 1506, per Albrecht Dürer
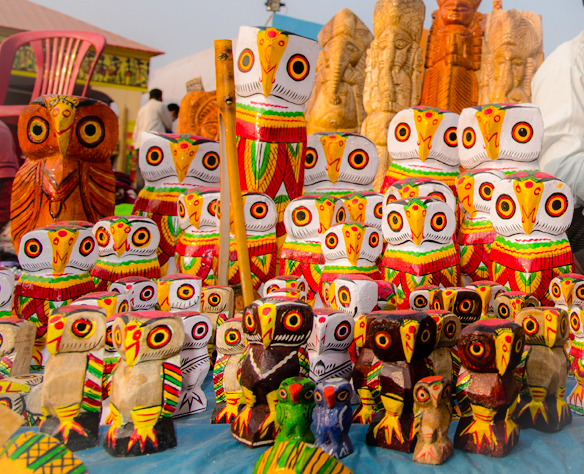
Nines de fusta de Natungram, Bengala Occidental, Índia. L'òliba de fusta és una part integral d'una tradició i una forma d'art antiga i indígena a Bengala juntament amb la seva associació favorable amb la deessa de la riquesa, Laxmi.

### Hinduisme

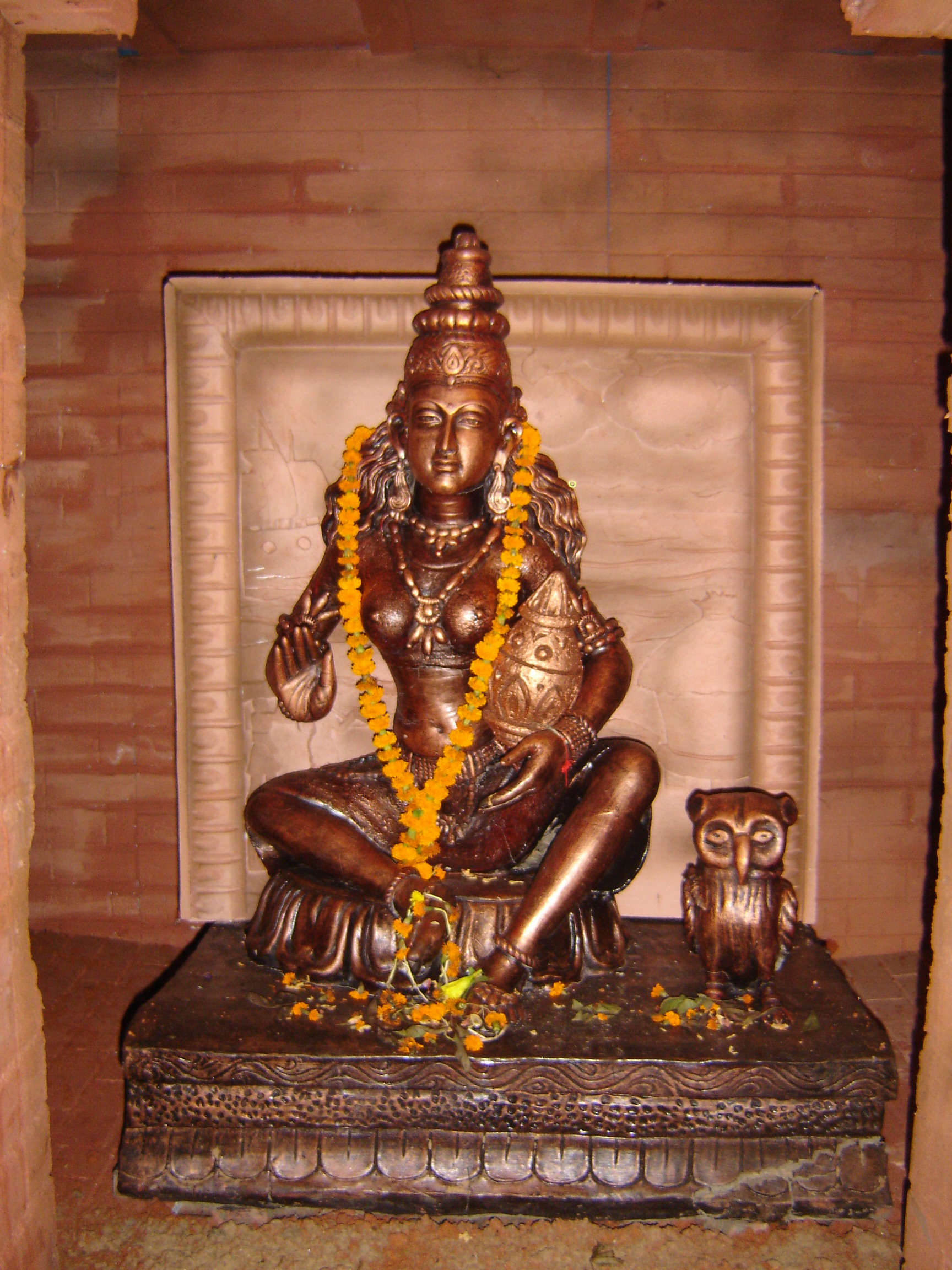
La deessa hindú Lakxmi amb el mussol.

A l'hinduisme, un mussol és el vahana (montura) de la deessa Lakshmi, especialment a la regió oriental de l'Índia. Els mussols es consideren un símbol de riquesa, prosperitat, saviesa, bona sort i fortuna. Aquesta és la raó per la qual es veuen mussols amb Lakxmi, que també és la deessa de la fortuna, la riquesa i la prosperitat.

### Cultures natives americanes
En la majoria del folklore nadiu americà, els mussols són un símbol de la mort.
Segons les tribus apatxe i seminola, escoltar els mussols es considera el tema de nombroses històries de "bogeyman" explicades per advertir als nens que es quedin a casa durant la nit o que no plorin massa, en cas contrari el mussol pot endur-se'ls. En algunes llegendes tribals, els mussols s'associen amb esperits de els morts, i es diu que els cercles ossis al voltant dels ulls d'un mussol comprenen les ungles d'humans apareguts. De vegades es diu que els mussols porten missatges des de més enllà de la tomba o emeten advertències sobrenaturals a persones que han trencat els tabús tribals.
Els azteques i la maies, juntament amb altres nadius de Mesoamèrica, consideraven l'òliba un símbol de mort i destrucció. De fet, el déu asteca de la mort, Mictlantecuhtli, es representava sovint amb mussols. Hi ha una antiga dita a Mèxic que encara s'utilitza: Cuando el tecolote canta, el indio muere ("Quan el mussol plora/canta, l'indi mor"). El Popol Vuh, un text religiós maia, descriu els mussols com a missatgers de Xibalba, l'inframon maia.
La creença que els mussols són missatgers i presagis dels poders foscos també es troba entre els hochangaira (winnebago) de Wisconsin. Quan els antics hochangaira van cometre el pecat de matar enemics mentre estaven dins del santuari de la logia del cap, un mussol va aparèixer i els va parlar amb veu humana, dient: "A partir d'ara, els Hočągara no tindran sort." Això va marcar l'inici de la decadència de la seva tribu. Un mussol se li va aparèixer a Glory of the Morning, l'única cap femenina de la nació, i va pronunciar el seu nom. Poc després, va morir.
Segons la cultura dels hopi, una tribu uto-asteca, els tabús envolten els mussols, que s'associen amb la bruixeria i altres mals.
Les tribus anishinaabemowin, així com els seus amerindis canadencs, van utilitzar un mussol com a símbol tant del mal com de la mort. A més, utilitzaven els mussols com a símbol d'estatus molt alt dels líders espirituals de la seva espiritualitat.
Les tribus pawnee consideraven els mussols com el símbol de protecció davant qualsevol perill dins dels seus regnes.
Els pobles de Pueblo associaven els mussols amb l'home esquelet, el déu de la mort i l'esperit de la fertilitat.
Les tribus yakama utilitzen un mussol com a tòtem, per guiar on i com els boscos i els recursos naturals són útils amb la gestió.